# Taipei chinois aux Jeux paralympiques
La république de Chine (Taïwan) participe sous le nom de Taipei chinois aux Jeux paralympiques. Ayant participé pour la première fois aux Jeux d'été de 1992 à Barcelone, le pays a pris part depuis à toutes les éditions des Jeux d'été, mais n'a jamais participé aux Jeux d'hiver. Les athlètes taïwanais ont remporté au total vingt-deux médailles, dont cinq en or.
Taïwan utilise le nom de « Taipei chinois » (中華台北) à toutes les compétitions sportives internationales (dont les Jeux olympiques) depuis 1981, « en raison de pressions » de la part de la république populaire de Chine, afin que Taïwan ne soit pas présentée ni perçue comme un État souverain distinct de la RPC. (Voir : Statut de Taïwan et Politique d'une seule Chine.) Le nom de « Taipei chinois » relève d'un compromis entre les parties. Aux Jeux, les athlètes taïwanais n'utilisent donc pas le drapeau de la république de Chine, mais un drapeau spécifique à leur participation aux Jeux paralympiques, affichant les armoiries de la république de Chine combinées au logo du Comité international paralympique. De même, les médailles d'or sont décernées aux athlètes taïwanais non pas au son de leur hymne national, mais au son de l'hymne du drapeau national de la république de Chine,.

## Médailles

### Par année
| Année | Médaille d'or, Jeux paralympiques | Médaille d'argent, Jeux paralympiques | Médaille de bronze, Jeux paralympiques | Total |
| 1992  | 0                                 | 0                                     | 1                                      | 1     |
| 1996  | 1                                 | 0                                     | 2                                      | 3     |
| 2000  | 1                                 | 2                                     | 4                                      | 7     |
| 2004  | 2                                 | 2                                     | 2                                      | 6     |
| 2008  | 1                                 | 0                                     | 1                                      | 2     |
| 2012  | 0                                 | 1                                     | 2                                      | 3     |
| 2016  | 0                                 | 1                                     | 1                                      | 2     |
| 2020  | 0                                 | 0                                     | 1                                      | 1     |
| Total | 5                                 | 6                                     | 14                                     | 25    |

### Médaillés d'or
| Jeux         | Nom               | Sport            | Épreuve                      | Résultat                             |
| ------------ | ----------------- | ---------------- | ---------------------------- | ------------------------------------ |
| 1996 Atlanta | Lee Ching-chung   | Judo             | - de 60 kg hommes            | bat Nobuhiro Kanki (Japon) par ippon |
| 2000 Sydney  | Chiang Chih-chung | Athlétisme       | Lancer de javelot hommes F13 | 57,28 mètres (record du monde)       |
| 2004 Athènes | Chiang Chih-chung | Athlétisme       | Lancer de javelot hommes F13 | 59,38 mètres (record du monde)       |
| 2004 Athènes | Lin Tzu-hui       | Force athlétique | - de 75 kg femmes            | 137,5 kg                             |
| 2008 Pékin   | Lin Tzu-hui       | Force athlétique | - de 75 kg femmes            | 137,5 kg                             |